# 北村経夫
北村 経夫（きたむら つねお、1955年〈昭和30年〉1月5日 - ）は、日本の政治家。自由民主党所属の参議院議員（4期）、自由民主党国際局長代理、同党広報本部長代理、同党経済産業部会長代理。
経済産業大臣政務官（第3次安倍第1次改造内閣）、参議院外交防衛委員長などを歴任。祖母は天照皇大神宮教開祖である北村サヨ。

## 来歴
山口県熊毛郡田布施町生まれ。田布施西小学校、田布施中学校、山口県立熊毛南高等学校卒業。浪人後、中央大学経済学部に入学。卒業後、ペンシルベニア大学大学院国際関係論学科修士課程を修了し、1985年、産業経済新聞に入社。外信部を経たのち政治部に配属される。

### 産経新聞記者
外務省記者クラブ、野党記者クラブ、自民党記者クラブなどのキャップを歴任した後、最年少で政治部長に就任、論説委員、編集長などを経て、執行役員（九州・山口本部長）を務め、2011年、産経新聞社を退社し、2012年から産経新聞九州・山口本部（同年6月から産経新聞西部本部）顧問を務めた。政治部では星野剛士の直接の上司であった。記者時代は小沢一郎の番記者を2年間務めた。

### 参議院議員

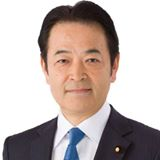
経済産業大臣政務官時に公表された肖像

2012年12月28日、自由民主党は翌年の参院選の公認候補5人を決めた。内訳は比例代表が北村、木村義雄、園田修光、田島みわの4人（田島は結局不出馬）、選挙区が林芳正であった。
2013年7月の第23回参議院議員通常選挙に自由民主党公認で比例区から立候補。産業界からは石油連盟、日本中古自動車販売協会連合会、全日本トラック協会の支援を受けた。宗教界からは天照皇大神宮教、世界平和統一家庭連合、世界平和連合の支援を受けた。自民党は比例代表で18議席を獲得し、北村は党内得票数15位で初当選した。
2015年10月9日、経済産業大臣政務官に就任。2016年、自由民主党副幹事長に就任。
2019年7月の第25回参議院議員通常選挙では再び統一教会と世界平和連合の支援を受けた。自民党は比例代表に特定枠2人を含め計33人の候補者を擁立し、19議席を獲得。北村は11番目の得票数（特定枠を含むと13番目）により、2期目の当選を果たした。同年10月4日、参議院外交防衛委員長に就任。
2021年8月23日、自由民主党山口県連は、林芳正の辞職に伴う10月の参議院山口県選挙区補欠選挙に北村の擁立を決定、同年10月7日の同補欠選挙告示に伴い立候補を届け出た。これにより公職選挙法の規定により参議院議員を退職（自動失職）した（欠員については比嘉奈津美が繰り上げ当選）。10月24日の投開票の結果、日本共産党の公認候補らを破り当選。
2023年10月20日、参議院外交防衛委員長に就任。
2024年1月25日、自民党5派閥の政治資金パーティーの裏金問題を受け、外交防衛委員長の辞任届を尾辻秀久参議院議長に提出し、許可された。
同年7月25日、翌年7月の第27回参議院議員通常選挙の山口県選挙区公認候補として擁立することが自民党から発表された。
同年9月12日、自民党総裁選挙が告示され、9人が立候補した。石破茂、高市早苗、小泉進次郎の3人が競り合う構図が固まった終盤、かつて自民党参議院幹事長として、また、安倍派の参議院議員グループ「清風会」（約40人）会長として権勢をふるっていた世耕弘成が総裁選の裏側で動き始めた。世耕は裏金問題で離党勧告を受けた4月4日に離党していたが、高市に票をまとめようと、旧安倍派の参議院議員に働きかけた。9月27日総裁選執行。高市は麻生太郎と世耕の力添えで票を上乗せし、1回目の投票で1位となり、決選投票で石破に敗れた。世耕に反発し石破に投じた議員もいたとされる。北村は1回目の投票については、朝日新聞の取材に対し、投票先を公表しなかったが、決選投票では高市に投じた。
2025年7月20日に投開票が行われた第27回参議院議員通常選挙では、自民党への逆風の中で2004年以来21年ぶりに山口県選挙区での自民党公認候補の得票率が5割を割り込む事態となったものの、2位の候補とは10万票近く差を付けて4選。

## 政策・主張

### 憲法
- 憲法改正について、2013年、2019年の朝日新聞社、2025年のNHKのアンケートで「賛成」と回答[29][30][31]。

- 9条改憲について、2013年の毎日新聞社のアンケートで「改正して、自衛隊を他国同様の『国防軍』にすべきだ」と回答[32]。9条への自衛隊の明記について、2025年のNHKのアンケートで「賛成」と回答[31]。

- 憲法を改正し緊急事態条項を設けることについて、2025年のNHKのアンケートで「賛成」と回答[31]。

### 外交・安全保障
- 「集団的自衛権を行使できるよう、憲法解釈を見直すべきだ」との問題提起に対し、2013年の毎日新聞社のアンケートで、選択肢以外の回答をした[32]。

- 普天間基地の移設問題について、2013年の毎日新聞社のアンケートで「名護市辺野古に移設すべき」と回答[32]。

- 日本による過去の植民地支配と侵略を認めて謝罪した「村山談話」の見直し論議について、2013年の毎日新聞社のアンケートで、選択肢以外の回答をした[32]。

- 従軍慰安婦に対する旧日本軍の関与を認めた「河野談話」の見直し議論について、2013年の毎日新聞社のアンケートで、選択肢以外の回答をした[32]。

- 2022年12月5日、岸田文雄首相は2023年度から5年間の防衛費の総額を43兆円とするよう指示した[33]。防衛力の強化についてどう考るかとの2025年のNHKのアンケートに対し「防衛費を増額し、さらに強化すべき」と回答[31]。

### ジェンダー
- 選択的夫婦別姓制度の導入について、2019年の朝日新聞社、2025年の日本テレビのアンケートで「反対」と回答[30][34]。

- 2021年1月30日、北村ら自民党国会議員有志50人は、47都道府県議会議長のうち同党所属の約40人に、選択的夫婦別姓の導入に賛同する意見書を採択しないよう求める文書を郵送した。地方議員や市民団体は、地方議会の独立性を脅かす行為だとして北村らを批判した[35][36][37][38][39]。

- 2025年2月4日、自民党の議員グループ「保守団結の会」は会合を開き、顧問の高市早苗が講演した。会合に出席した北村ら20人超の議員[注 2]は、旧姓の通称使用の拡大で利便性を高めるべきだとの認識を確認した[41][40][42]。

- 同性婚を可能とする法改正についての各メディアのアンケートの結果は以下のとおり。 
  - 2019年 - 朝日新聞社には「反対」と回答[30]。
  - 2025年 - NHKには「反対」と回答[31]。
  - 2025年 - 日本テレビには「反対」と回答[34]。

### その他
- 「治安維持のためプライバシーや個人の権利の制約は当然だ」との問題提起に対し、2019年の朝日新聞社のアンケートで「どちらかと言えば賛成」と回答[30]。

- アベノミクスについて、2019年の朝日新聞社のアンケートで「評価する」と回答[30]。

- 消費税率を10％より高くすることについて、2019年の朝日新聞社のアンケートで「どちらかと言えば賛成」と回答[30]。

- 首相の靖国神社参拝について、2013年の毎日新聞社のアンケートで「賛成」と回答[32]。

- 2022年1月6日の山口県庁での記者会見で岩国飛行場や岩国市で新型コロナウイルス感染者が急増している件に関連して新型コロナと安全保障の問題は切り離して考えるべきだと述べ、「米軍基地から拡大したことにより（アメリカ軍が）悪者という見方をすべきでない」「極東における平和の安定のためには米軍の果たす役割は大きい」と論じた[43]。

## 人物

### 天照皇大神宮教との関係
2013年の参院選時から、祖母の北村サヨが創始した天照皇大神宮教の支援を受けている。親族は以下のとおり、いずれも同団体と深い関係にある。
- 北村サヨ - 祖母[2]。天照皇大神宮教の教祖。
- 北村義人 - 父。天照皇大神宮教の代表委員を務めるほか、田布施町議会議長、山口県公安委員長などの公職を歴任した[44][45][46]。2007年7月14日に死去[44]。
- 北村清和 - 姉。天照皇大神宮教の二代目教主。2006年6月7日に死去[47]。
- 北村明和 - 姪。北村清和の娘。天照皇大神宮教の三代目教主。

### 統一教会との関係
- 2013年6月30日、安倍晋三首相は自民党本部の総裁応接室で、日本統一教会会長の徳野英治、全国祝福家庭総連合会総会長の宋龍天、国際勝共連合会長の太田洪量と面談した[注 3]。面談には、萩生田光一、安倍の実弟の岸信夫、国際勝共連合副会長の渡邊芳雄、同団体幹部が同席した[8][53][54][注 4]。安倍は、4日後に公示を控えた参院選に比例区から立候補する北村の当落予想について徳野、太田らと協議し、徳野に北村の支援を直接依頼した[61]。出席者のあいだで、教団側が全国組織を生かして北村の票の積み上げをすることが確認された[8][61][9]。7月1日に日本経済新聞が配信した「30日の首相動静」には「13時9分 萩生田副幹事長、岸信夫衆院議員」とあるのみだった[53]。2024年9月17日付の朝日新聞が安倍ら8人が並んだ記念写真を公表するまで、教団トップの徳野、宋、太田がその場にいたことは伏せられていた[11]。

- 同年6月、自民党選対本部は第23回参議院議員通常選挙に際し「比例代表公認候補者支援団体・企業一覧」と題する文書を作成。北村が自身の支援組織として届け出た数十の団体・企業の中に、教団の関連団体の「世界平和連合」が含まれていた[13]。

- 同年7月4日、参院選が公示。自民党は比例代表において29人の候補者を擁立した。同月、統一教会北東京教区の足立教会は信者に対し、「今回応援している方は、自民党の北村つねおさんです。今回の推薦は今まで以上に特別な方であり、スタートダッシュが重要です」とのメールを配信。5日から7日にかけての3日間に期日前投票を済ませるよう指示をした[62]。また、教団の別の内部文書には「（安倍晋三）首相からじきじきこの方を後援してほしいとの依頼」「まだCランクで当選には遠い状況です」「今選挙で北村候補を当選させることができるかどうか、組織の『死活問題』です」との文言が書かれてあった[63]。北村の九州事務所には世界平和連合の名刺を持つ女性がボランティア参加していた[64]。

- 同年7月10日、北村は選挙カーの運転手に「17時以降の予定がキャンセルになった」と告げて帰した後、19時30分に福岡県久留米市の久留米教会を、21時に福岡市南区の福岡教会を訪れ、それぞれの祈祷会で講演をした。こうした統一教会信者に向けた北村の秘密行動は菅義偉官房長官の仕切りによるものと言われている[65][66][9]。

- 同年7月12日にさいたま市大宮区のさいたま市民会館おおみやで行われた北村の個人演説会には、杉田水脈や下村博文らが応援弁士として登壇し、教団東埼玉教区長の安榮燮が客席に出席した[12]。演説会の受付ロビーには来場者を出迎える勝共連合関係者の姿があった[12]。

- 同年7月21日、参院選実施。自民党は比例代表で18議席を獲得。北村は党内得票数15位で初当選した[10]。自民党山口県連の関係者は、「北村さんはいずれの選挙も盤石な地盤を築いていたとは言い難く、安倍さんが選挙直前になって慌てて、統一教会に支援を依頼したといわれています」と証言している[63]。

- 2019年7月の参院選で北村は自民党選対本部に100程度の支援団体・企業を届け出た。2013年の参院選のときと同様に、世界平和連合がリストの中に含まれていた[13]。選挙に際して統一教会内部で北村を応援するビラが出回った[63]。また信者が知人らに「北村つねおさんをお願いして貰えませんか？ 副幹事長であり、安倍総理のお膝元の方だそうです」と投票を呼びかけたとされる[9]。

- 同年10月5日、統一教会の関連団体「天宙平和連合」（UPF-Japan）は、国際会議「ジャパンサミット＆リーダーシップカンファレンス」をホテルナゴヤキャッスルで開催[67][68][69]。この会議に登壇し「日頃より皆さまには大変お世話になっておりますことを心より感謝申し上げます」と挨拶した[67]。

- 2022年7月8日、安倍晋三が奈良市で射殺される事件が発生[70]。7月11日午後から、旧統一教会と政治家との繋がりがメディアで取り沙汰されるようになる[71][72]。7月下旬、北村事務所はメディアの取材に対し「旧統一教会から支援を受けたことも、見返りを求められたこともありません」と回答した[63]。ところが同年8月3日、教団関係団体所属の女性がボランティア参加していたことが判明し、「安全保障法制の推進や憲法改正に取り組むなかで、国際勝共連合が応援していただいたことがわかった」とのコメントを発表した[73]。

- 同年7月から8月にかけて、共同通信社は、全国会議員712人を対象に、統一教会との関わりを尋ねるアンケートを実施。8月31日に各議員の回答の全文を公表した。北村は「統一教会ならびに関連団体から選挙活動の支援、協力を受けたことはあるか」との問いに対し、「応援をしていただいた皆様の中に、『国際勝共連合』という政治団体の方がいたことは確認しております」と答えた[74][75]。

### その他
- 安倍晋三とは同郷で、親交が深い。北村家と安倍家は、安倍の外祖父・岸信介の代から交流があったとされる[2]。
- 清和政策研究会の会員だった[76]。
- 座右の銘：吉田松陰「志定まれば気盛んなり」[77]

## 不祥事

### 政治資金パーティー収入の裏金問題
2023年12月1日、朝日新聞が、自民党5派閥が開いた政治資金パーティーをめぐる問題で、安倍派が、所属議員が販売ノルマを超えて集めた分の収入を裏金として議員側にキックバックする運用を組織的に続けてきた疑いがあるとスクープした。安倍派は2018～2022年に毎年1回パーティーを開き、計6億5884万円の収入を政治資金収支報告書に記載している。一方、収入・支出のいずれにも記載していない裏金の総額は直近5年間で1億円を超えるとされた（のちに5億円に修正）。
同年12月22日、安倍派においては、議員側の「中抜き」を含む3つのパターンで裏金づくりを行っていたことが関係者の証言により明らかとなった。12月25日、安倍派では少なくとも参議院議員選挙があった2019年と2022年に開いたパーティーについて、改選となる参議院議員に販売ノルマを設けず、集めた収入を全額キックバックしていたことが報道により明らかとなった。
2024年1月9日、自民党山口県連所属の国会議員のうち、北村（安倍派）、江島潔（同）、杉田水脈（同）、吉田真次（同）、岸信千世（同）、高村正大（麻生派）の6人は山口県庁で年頭会見を開いた。裏金問題に関する質疑の中で、北村は「収支報告記載問題について、私の事務所は問題ないと認識している」と述べたが、「キックバック自体受け取っていないのか」との問いには「コメントを差し控える」と答えた。
同月25日、外交防衛委員長の辞任届を尾辻秀久参議院議長に提出し、許可された。
同年2月13日、自民党は、党所属のすぺての国会議員らを対象に実施したアンケートの集計結果を公表した。北村の5年間の不記載額は計118万円であることが明らかとなった。
同年5月14日、衆議院政治倫理審査会は、裏金事件に関与しながら同審査会で弁明していない自民党議員44人に出席と説明を求める野党の申立てを全会一致で可決した。同月17日、参議院政治倫理審査会も同様に、弁明していない議員29人に出席と説明を求める申立てを全会一致で可決した。北村を含む関係議員73人は全員出席を拒否し、6月23日に通常国会は閉会した。

## 役職
- 自由民主党 副幹事長[91]
- 自由民主党 参議院 副幹事長[92]
- 自由民主党 環境関係団体委員会 委員長[91]
- 自由民主党 農林部会 副部会長[93]
- 自由民主党 環境・温暖化対策調査会 事務局次長[93]
- 自由民主党 領土に関する特別委員会 幹事[93]
- 自由民主党 安全保障と土地法制に関する特命委員会 副委員長[93]
- 自由民主党 山口県参議院比例区支部 第六十八支部 支部長[94]
- 自由民主党 北朝鮮による拉致問題対策本部 事務局長[4]
- 参議院 経済産業委員会[95]
- 参議院 北朝鮮による拉致問題等に関する特別委員会 理事[96]
- 参議院 憲法審査委員会[97]
- 参議院 政策審議会 国家公務員再就職制度ワーキングチーム 事務局次長[4]
- 一般社団法人 日本吹奏楽普及協会 理事[98]
- 山口県土地改良事業団体連合会会長[99]
- 下関北九州道路整備促進期成同盟会 顧問[100]
- 下関北九州道路の整備促進を図る参議院議員の会 事務局長[4]
- 屋内緑化推進協議会 顧問[101]

### 過去の主な役職
- 経済産業大臣政務官[4]
- 参議院外交防衛委員長[4]
- 参議院外交防衛委員会理事[4]
- 自由民主党選挙対策委員会副委員長[4]
- 自由民主党国防部会副部会長[4]
- 自由民主党女性局次長[4]
- 自由民主党商工・中小企業関係団体委員 副委員長[4]

## 著作

### 単著
- 『誇り高き国へ』ポプラ社、2013年4月。ISBN 978-4591134924。

### 共著
- 奥村茂、北村経夫、屋良朝彦、長田達治『橋本龍太郎 孤独な戦い』並木書房、1998年2月。ISBN 978-4890630912。
  - 「第二章 剣道の呼吸に通じる橋本外交」執筆

## 所属議員連盟
- 自民党たばこ議員連盟[102]
- みんなで靖国神社に参拝する国会議員の会[103]
- 日本の尊厳と国益を護る会[104]
- 北朝鮮に拉致された日本人を早期に救出するために行動する議員連盟（事務局長）[105]
- 自由民主党展示会産業議員連盟[106]
- 自由民主党建築設計議員連盟[107]
- 全国清掃事業連合会　議員連盟[108]
- 空手道推進議員連盟[109]
- フラワー産業議員連盟[110]
- 障がい者所得倍増議員連盟[111]
- 全日本不動産政策推進議員連盟[112]
- パークゴルフ普及振興議員連盟[113]
- リハビリテーションを考える議員連盟[114]

## 選挙歴
| 当落 | 選挙                     | 執行日         | 年齢 | 選挙区       | 政党       | 得票数     | 得票率 | 定数 | 得票順位 /候補者数 | 政党内比例順位 /政党当選者数 |
| ---- | ------------------------ | -------------- | ---- | ------------ | ---------- | ---------- | ------ | ---- | ------------------ | ---------------------------- |
| 当   | 第23回参議院議員通常選挙 | 2013年07月21日 | 58   | 参議院比例区 | 自由民主党 | 14万2613票 | ーー   | 48   | /                  | 15/18                        |
| 当   | 第25回参議院議員通常選挙 | 2019年07月21日 | 64   | 参議院比例区 | 自由民主党 | 17万8210票 | ーー   | 50   | /                  | 13/19                        |
| 当   | 第25回参議院議員補欠選挙 | 2021年10月24日 | 66   | 山口県選挙区 | 自由民主党 | 30万7894票 | 75.61% | 1    | 1/3                | /                            |
| 当   | 第27回参議院議員通常選挙 | 2025年07月20日 | 70   | 山口県選挙区 | 自由民主党 | 22万5617票 | 38.67% | 1    | 1/5                | /                            |